# Funivia Macugnaga-Bill-Passo Moro
La funivia Macugnaga-Bill-Passo Moro è un impianto di risalita, di proprietà del Comune di Macugnaga, costruito nel 1959 (tratta Macugnaga-Bill) e nel 1962 (tratta Bill-Passo Moro), e revisionato nel 1981 e nel 2002. L'impianto è tuttora funzionante e collega la frazione Staffa di Macugnaga (1327 m s.l.m.) con l'Alpe Bill (1701 m s.l.m.); da qui parte il secondo tronco della funivia, che raggiunge i 2868 m s.l.m. del passo del Monte Moro, dove si trovano due rifugi ed una  vista panoramica sul Monte Rosa. La zona è anche frequentata dagli sciatori, che dispongono di uno skilift, una seggiovia biposto ed un tapis-roulant.

## Storia
La funivia Macugnaga-Bill venne costruita nel 1959 dalla ditta Piemonte Funivie e si tratta di un impianto a campata unica. In seguito si decise di prolungare la funivia fino al Passo del Monte Moro, a quasi 2800 m s.l.m. di altitudine. La funivia Bill-Passo Moro venne inaugurata nel 1962 e fu costruita dalla ditta Ceretti Tanfani. In seguito alla costruzione delle funivie si decise di creare un importante comprensorio sciistico attraverso la costruzione di una serie di sciovie. Nel 1964 al Passo Moro venne inaugurata la sciovia Leitner "Cresta San Pietro", nel 1967 fu la volta della sciovia "del Lago" sempre al Passo Moro, e della sciovia "Jeini" all'Alpe Bill. Nel 1968 venne realizzata la sciovia "Ruppenstein". Grazie alle copiose nevicate Macugnaga divenne una delle località sciistiche più frequentate, e grazie all'abbondanza della neve, al Passo Moro le sciovie del Lago e Cresta San Pietro, restavano in funzione fino a luglio inoltrato, garantendo l'attività dello sci estivo.
Alla fine degli anni settanta la sciovia del Lago venne danneggiata da una valanga, e così nel 1981 venne sostituita da una nuova sciovia denominata "Joder", e costruita dalla ditta Leitner. Sempre nel 1981, venne costruita una nuova sciovia denominata "Smeraldo". Nei primi anni ottanta lo sci estivo era praticato, oltre che sulle piste Lago e San Pietro, anche sul piccolo ghiacciaio del Talliboden, situato già in territorio svizzero, dove erano state installate due manovie. L'era d'oro dello sci a Macugnaga stava però finendo, anche a causa della diminuzione delle nevicate, che portarono al termine della possibilità di effettuare sci estivo al Moro.
Nel 1995 la sciovia San Pietro venne rinnovata ad opera della ditta MEB. Nel 1999 venne smantellata la sciovia "Ruppenstein" ed al suo posto venne realizzata, dalla ditta MEB, una seggiovia biposto, con maggiore portata oraria e tracciato più lungo rispetto alla sciovia. Il giorno 13 aprile 2009 la rottura del cavo di sicurezza della funivia ne ha provocato il blocco. Cadendo il cavo ha urtato pure la seggiovia Ruppenstein, danneggiandola e costringendo anche questa al blocco.
Nessun ferito dopo questo incidente. La funivia ha regolarmente riaperto al pubblico a dicembre 2009. Nell'estate 2010, grazie al buon innevamento, è stato possibile riaprire la sciovia San Pietro per la pratica dello sci estivo. Ciò non accadeva da oltre vent'anni. Nel 2011 la sciovia Joder viene dismessa a causa del termine della sua vita tecnica, la pista da essa servita resta comunque fruibile, perché coperta anche dalla seggiovia Ruppenstein.